# Слободка (Раздельнянский район)
Слободка (укр. Слобідка) — село, относится к Раздельнянскому району Одесской области Украины.
Население по переписи 2001 года составляло 173 человека. Почтовый индекс — 67421. Телефонный код — 4853. Занимает площадь 0,346 км². Код КОАТУУ — 5123985208.

## История
В 1945 г. Указом ПВС УССР поселок Слободзея-Молдавская переименован в Слободку.

## Местный совет
67420, Одесская обл., Раздельнянский р-н, с. Старостино